# Ham (cratera)
Ham é uma cratera marciana. Tem como característica 1.8 quilômetros de diâmetro. Deve o seu nome a Ham, uma pequena cidade situada na França.